# Sauvagnat-Sainte-Marthe
Sauvagnat-Sainte-Marthe é uma comuna francesa na região administrativa de Auvérnia-Ródano-Alpes, no departamento Puy-de-Dôme. Estende-se por uma área de 6,46 km². Em 2010 a comuna tinha 487 habitantes (densidade: 75,4 hab./km²).